# Donga-Kampf
Der Donga-Kampf ist ein Ritual des Surma-Volkes in Äthiopien und im angrenzenden Südsudan.

## Regeln und Sinn
Der Donga-Kampf dient einerseits als Sport und Mannbarkeitsritual, andererseits werden damit auch ernsthafte Konflikte ausgetragen. Bei einem Donga-Kampf werden die empfindlichen Körperteile in Gras oder heute auch in allerlei Helme und Schütze aus Zivilisationsabfällen gehüllt, meist jedoch werden die Hände und Ellbogen durch schmale Schilde aus geflochtenem Gras geschützt.
Mit einem zwei bis drei Meter langen Stock versuchen die Kombattanten, dem Gegner durch Schläge blutige Treffer am Kopf oder an den Beinen zuzufügen oder ihn durch Hebel zur Aufgabe zu zwingen. Ein Gegner, der am Boden liegt, darf nicht mehr geschlagen werden. Wenn der Anlass des Kampfes sportlicher Natur und nicht Streit ist, stehen sich Mann um Mann solange im Zweikampf gegenüber, bis zuletzt nur noch die zwei besten den Sieg unter sich ausmachen. Oft nehmen bis zu 50 Männer an den Zweikämpfen teil. Neulinge, die bereits zu Beginn ausscheiden, werden innerhalb ihres Volkes trotzdem als mutige Krieger anerkannt.
Darüber, dass ein Kampf nicht tödlich ausgeht, wachen ein Schiedsrichter und die versammelte Männergemeinschaft. Harte Strafen erwarten einen Mann, der seinen Gegner tötet. Die Strafe zieht den Verlust seines ganzen Besitzes sowie die Verbannung des überlebenden Kontrahenten und seiner gesamten Familie nach sich. Todesfälle kommen manchmal vor, Knochenbrüche und Verlust von Körperteilen wie etwa Augen und Fingern sind jedoch häufiger.

## Hintergründe
Das Ritual des Donga-Kampfes hat zwei praktische Hintergründe: Zum einen können junge Männer so ihren Aggressionen freien Lauf lassen, ohne den überlebenswichtigen Gruppenfrieden zu gefährden, zum anderen dient der Kampf der Brautwerbung. Vor allem in Monaten nach der Ernte, wenn Nahrung im Überfluss vorhanden und nicht viel Arbeit zu verrichten ist, sind Donga-Kämpfe häufig. Oft treffen sich zwei Dorfgemeinschaften und kämpfen gegeneinander. An den Vorbereitungen für einen Donga-Kampf nimmt jeweils das ganze Dorf teil. Die jungen Männer trainieren schon Tage zuvor und stacheln sich gegenseitig zu Kampfbereitschaft an.
Die Frauen – vor allem die jungen – putzen sich heraus und schmücken sich, denn der Donga-Kampf dient für junge Leute explizit zum Flirten, ein Grund, wieso die jungen Männer zu Höchstleistungen angespornt werden. Vor dem Kampf mischen die Männer das Holz eines Baumes mit Flusswasser und trinken so viel davon, bis sie erbrechen. Dies dient dazu, den Körper vom Geso (einem dickflüssigen, alkoholischen Mais-Getränk)  zu reinigen, das während der Vorbereitungen in großen Mengen konsumiert wird. Danach wird Tierblut getrunken und das ganze Dorf zieht los, bis es am verabredeten Treffpunkt, meist einer Grasebene, auf die Leute des anderen Dorfes trifft. Die jungen bis mittelalten Männer bilden einen großen Kreis, in dessen Inneren manchmal bis zu zehn Kontrahenten gleichzeitig gegeneinander kämpfen, während sie von den anderen angefeuert werden.
Für die verheirateten Frauen ist ein Donga-Kampf eine Gelegenheit, um Frauen aus anderen Dörfern zu treffen, Neuigkeiten auszutauschen und Geso zu verkaufen. Die jüngeren versuchen, sich aus den Kämpfern einen zukünftigen Ehemann auszusuchen. Die Auswahl ihres zukünftigen Gatten bestimmt eine Surma-Frau selbst. Buhlen Männer in den Donga-Kämpfen um ihre Gunst, entscheidet ihr Handzeichen darüber, ob der Sieger ihr Bräutigam wird oder ob ein weiterer Anwärter um sie kämpfen soll.